# Javon Francis
Javon Francis, född den 14 december 1994 i Kingston, är en jamaicansk friidrottare.
Han tog OS-silver på 4 x 400 meter stafett i samband med de olympiska friidrottstävlingarna 2016 i Rio de Janeiro..